# Список дофин Франции
Дофина Франции (фр. Dauphine de France) — жена дофина Франции (наследника французского престола). Титул аналогичен титулу кронпринцессы (жены наследного принца и наследника престола).

## Дофины Франции

### Дом Валуа
| Портрет | Имя                   | Отец                                               | Рождение         | Брак            | Дофина с                                 | Дофина до                           | Смерть                   | Супруг               |
| ------- | --------------------- | -------------------------------------------------- | ---------------- | --------------- | ---------------------------------------- | ----------------------------------- | ------------------------ | -------------------- |
|         | Жанна де Бурбон       | Пьер I де Бурбон (Бурбоны)                         | 3 февраля 1338   | 8 апреля 1350   | 22 августа 1350 муж получил титул Дофина | 8 апреля 1364 вступление на престол | 6 февраля 1378           | Карл, 1-й Дофин      |
|         | Маргарита Бургундская | Жан Бесстрашный (Бургундская ветвь династии Валуа) | 1393             | 31 августа 1412 | 31 августа 1412                          | 18 декабря 1415 смерть супруга      | 2 февраля 1441           | Людовик, 6-й Дофин   |
|         | Якоба Баварская       | Вильгельм VI (граф Голландии) (Виттельсбахи)       | 16 августа 1401  | 6 августа 1415  | 18 декабря 1415 муж получил титул Дофина | 4 апреля 1417 смерть супруга        | 8 октября 1436           | Жан, 7-й Дофин       |
|         | Маргарита Стюарт      | Яков I (король Шотландии) (Стюарты)                | 25 декабря 1424  | 24 июня 1436    | 24 июня 1436                             | 16 августа 1445                     | 16 августа 1445          | Людовик, 9-й Дофин   |
|         | Шарлотта Савойская    | Людовик I (герцог Савойский) (Савойский дом)       | 11 ноября 1443/5 | 14 февраля 1451 | 14 февраля 1451                          | 22 июля 1461 вступление на престол  | 1 декабря 1483           | Людовик, 9-й Дофин   |
|         | Екатерина Медичи      | Лоренцо II Медичи (Медичи)                         | 13 апреля 1519   | 28 октября 1533 | 10 августа 1536 муж получил титул Дофина | 31 марта 1547 вступление на престол | 5 января 1589            | Генрих, 16-й Дофин   |
|         | Мария Стюарт          | Яков V (король Шотландии) (Стюарты)                | 8 декабря 1542   | 24 апреля 1558  | 24 апреля 1558                           | 10 июля 1559 вступление на престол  | 8 февраля 1587 (казнена) | Франциск, 17-й Дофин |

### Дом Бурбонов
| Портрет | Имя                            | Отец                                              | Рождение        | Брак            | Дофина с                                  | Дофина до                            | Смерть          | Супруг              |
| ------- | ------------------------------ | ------------------------------------------------- | --------------- | --------------- | ----------------------------------------- | ------------------------------------ | --------------- | ------------------- |
|         | Мария Анна Баварская           | Фердинанд Мария (курфюрст Баварии) (Виттельсбахи) | 28 ноября 1660  | 7 марта 1680    | 7 марта 1680                              | 20 апреля 1690                       | 20 апреля 1690  | Людовик, 20-й Дофин |
|         | Мария Аделаида Савойская       | Виктор-Амадей II (Савойский дом)                  | 6 декабря 1685  | 7 декабря 1697  | 14 апреля 1711 муж получил титул Дофина   | 12 февраля 1712                      | 12 февраля 1712 | Людовик, 21-й Дофин |
|         | Мария Тереза Рафаэла Испанская | Филипп V (король Испании) (Бурбоны)               | 11 июня 1726    | 23 февраля 1745 | 23 февраля 1745                           | 22 июля 1746                         | 22 июля 1746    | Людовик, 24-й Дофин |
|         | Мария Жозефа Саксонская        | Август III (Веттины)                              | 4 ноября 1731   | 9 февраля 1747  | 9 февраля 1747                            | 20 декабря 1765 смерть супруга       | 13 марта 1767   | Людовик, 24-й Дофин |
|         | Мария Антуанетта               | Франц I (Габсбурги)                               | 2 ноября 1755   | 16 мая 1770     | 16 мая 1770                               | 10 мая 1774 вступление на престол    | 16 октября 1793 | Людовик, 25-й Дофин |
|         | Мария Тереза Французская       | Людовик XVI (Бурбоны)                             | 19 декабря 1778 | 10 июля 1799    | 16 сентября 1824 муж получил титул Дофина | 2 августа 1830 вступление на престол | 19 октября 1851 | Людовик, 28-й Дофин |